# Riding with the King (John Hiatt)
| Recensione                        | Giudizio   |
| --------------------------------- | ---------- |
| AllMusic                          | [ 1 ]      |
| Robert Christgau                  | A-         |
| The New Rolling Stone Album Guide | [ 3 ]      |
| Sputnikmusic                      | 2.8 (Good) |
| Piero Scaruffi                    | [ 5 ]      |
| Dizionario del Pop-Rock           | [ 6 ]      |
| 24.000 dischi                     | [ 7 ]      |

Riding with the King è il sesto album di John Hiatt, pubblicato dalla Geffen Records nel 1983.

## Tracce
Brani composti da John Hiatt, eccetto dove indicato.
Lato A
1. I Don't Even Try – 3:25
2. Death by Misadventure – 3:29 (John Hiatt, John Hadley)
3. Girl on a String – 3:12
4. Lovers Will – 3:59
5. She Loves the Jerk – 3:39
6. Say It with Flowers – 3:06

Durata totale: 20:50
Lato B
1. Riding with the King – 4:18
2. You May Already Be a Winner – 3:33
3. Love Like Blood – 3:49
4. The Love That Harms – 2:49
5. Book Lovers – 3:04 (Isabella Wood, John Hiatt)
6. Falling Up – 3:04

Durata totale: 20:37

## Musicisti
A1, A2, A3, A4, A5 e A6
- John Hiatt - chitarra, voce solista
- Scott Matthews - batteria, basso, tastiere, sassofono, chitarra slide, accompagnamento vocale

B1, B2, B3, B4, B5 e B6
- John Hiatt - chitarra, voce solista
- Martin Belmont - chitarra
- Paul Carrack - tastiere, accompagnamento vocale
- Nick Lowe - basso, accompagnamento vocale
- Bobby Irwin - batteria

Note aggiuntive
- Ron Nagle e Scott Matthews - produttori (brani: A1, A2, A3, A4, A5 e A6)
- Nick Lowe - produttore (brani: B1, B2, B3, B4, B5 e B6)
- Registrato al The Pen di San Francisco, California (brani: A1, A2, A3, A4, A5 e A6)
- Registrato al Eden Studios di Londra, Inghilterra (brani: B1, B2, B3, B4, B5 e B6)